# But Without You
But Without You è un singolo della cantautrice multilingue Janalynn Castelino, pubblicato il 21 marzo 2025.

## Descrizione
Registrata in inglese, questa canzone è il seguito del precedente singolo in spagnolo di Castelino, Drama. La canzone si concentra sui temi dell'amore e della solitudine.  Scritta da Janalynn, la cantante ha confermato che il testo della canzone è stato ispirato dall'idea che la riconciliazione è di gran lunga migliore della separazione.

## Video Musical
Il video lirica ufficiale del brano But Without You è stato pubblicato su YouTube il 13 aprile 2025.

## Tracce
1. But Without You - 3:06[6]